# Lessie Brown
Lessie Brown (Stockbridge (Georgia), 22 september 1904 – Cleveland Heights (Ohio), 8 januari 2019) was een Amerikaanse supereeuwelinge. Na de dood van Ophelia Burks op 27 september 2018 werd ze de oudste inwoner van de Verenigde Staten.

## Biografie
Brown werd geboren in de staat Georgia als dochter van Henry en Martha Barnes, in een gezin met 12 kinderen. Het gezin woonde op een boerderij vlak bij Stockbridge. Op haar 16e of 18e verhuisde het gezin naar Cleveland, Ohio. Voor Afro-Amerikanen was het in die periode moeilijk om te vertrekken uit zuidelijke staten; ze werden onder druk gezet om in het zuiden te blijven wonen, en een verhuizing naar het noorden werd als een opstandige actie gezien. Het gezin reisde daarom in delen naar Cleveland; haar vader reisde alleen 's nachts.
Ze huwde in 1925 met Robert Brown. Hun eerste kind werd in 1926 geboren. Lessie werkte als schoonmaakster in hotels en kantoren, terwijl Robert diverse fabrieksbanen had. Samen met haar echtgenoot kreeg ze drie dochters en twee zonen. Haar man overleed in 1991.
In 2016 werd Lessie Brown 112 jaar oud. Zij ontving toen een brief van president Barack Obama en zijn vrouw Michelle.
Op het einde van haar leven woonde ze in bij een van haar dochters. Ze overleed op 8 januari 2019 op 114-jarige leeftijd.